# Hydroides panamensis
Hydroides panamensis är en ringmaskart som beskrevs av Bastida-Zavala och ten Hove 2003. Hydroides panamensis ingår i släktet Hydroides och familjen Serpulidae. Inga underarter finns listade i Catalogue of Life.